# Chapelle de Mille Secours de Brouël
La Chapelle de Mille Secours est située  au lieu-dit « Brouël», à  Ambon dans le Morbihan.

## Historique
La façade occidentale de la chapelle fait l’objet d’un classement au titre des monuments historiques depuis le 14 mai 1925.

## Architecture
La façade en appareil de granite, est épaulée de deux puissants contreforts, qui abritent deux portes jumelées en anse de panier.